# آناگنوریسما
آناگنوریسما (به انگلیسی: Anagnorisma) یک سرده از شاپرک در خانواده شاپرکان جغدی است.

## گونه‌ها
- آناگنوریسما چمرانی Gyulai, Rabieh, Seraj, Ronkay & Esfandiari, 2013
- آناگنوریسما اوکراتیدس (Boursin, 1957)
- آناگنوریسما گونیوفورا (Hacker, Ronkay & Varga, 1990)
- آناگنوریسما گلارومیما (Varga & Ronkay, 1991)
- آناگنوریسما زکریا Ronkay & Varga, 1999